# Robert Lamoot
Robertus Julianus Lamoot (Oostende, 18 maart 1911 - ?, 1996) was een Belgisch voetballer die speelde als aanvaller. Hij voetbalde in Eerste klasse bij Daring Club Brussel en Olympic Charleroi en speelde zeven interlandwedstrijden met het Belgisch voetbalelftal.

## Loopbaan

### Als clubspeler
Lamoot sloot zich aan bij AS Oostende en doorliep er de jeugdreeksen. Hij debuteerde in 1928 als aanvaller in het eerste elftal van de ploeg die op dat moment net gepromoveerd was naar Tweede klasse. Lamoot verwierf er al spoedig een basisplaats maar de ploeg degradeerde op het einde van het seizoen terug naar Derde klasse. In 1931 kon AS Oostende terugkeren naar Tweede klasse. Lamoot bleef er nog voetballen tot in 1933 en werd toen voor een bedrag van 100.000 Belgische frank getransfereerd naar Daring Club Brussel.
Hij verwierf onmiddellijk een vaste basisplaats in de aanval van de ploeg waar hij samen met Marius Mondelé speelde. Lamoot scoorde vlot en eindigde na het seizoen met 24 doelpunten op de tweede plaats in de topschutterslijst van Eerste klasse na Vital Van Landeghem. Lamoot maakte deel uit van de ploeg die erin slaagde om de reeks van 60 wedstrijden zonder nederlaag van Union Sint-Gillis te doorbreken. Verder werd hij met de ploeg landskampioen in 1936 en 1937 en won hij de Beker van België in 1935.
Lamoot ondervond op zijn positie meer en meer concurrentie van de jonge Fernand Buyle en trok in 1938 naar Olympic Charleroi, een ploeg uit de subtop van Eerste klasse. Tijdens de Tweede Wereldoorlog ging het wat minder met de ploeg maar in 1947 behaalde de ploeg haar beste resultaat met een tweede plaats na RSC Anderlecht. Dit was het sein voor de 36-jarige Lamoot om een punt te zetten achter zijn spelersloopbaan op het hoogste niveau. In totaal speelde hij 209 wedstrijden in Eerste klasse en scoorde hierbij 77 doelpunten.
URS du Centre, dat actief was in Derde klasse trok Lamoot aan. Op het einde van zijn eerste seizoen kon de kampioenstitel gevierd worden en promoveerde de ploeg naar Tweede klasse. Hij bleef er daarna nog één seizoen spelen en stopte definitief met voetballen in 1949.

### Bij de nationale ploeg
Tussen 1933 en 1939 speelde Lamoot zeven wedstrijden met het Belgisch voetbalelftal. Als speler van Daring werd hij vijfmaal geselecteerd en scoorde hierbij één doelpunt in zijn allereerste wedstrijd, de uitwedstrijd in Duitsland die met 8-1 werd verloren. Hij maakte eveneens deel uit van de voorselectie van de ploeg die deelnam aan het Wereldkampioenschap voetbal 1934 in Italië maar speelde er geen wedstrijden.
Na een onderbreking van twee jaar werd hij in 1939 als speler van Olympic Charleroi nog tweemaal geselecteerd maar scoorde hierbij eveneens één doelpunt, in de thuiswedstrijd tegen Frankrijk.